# Deterrenza (psicologia)
La deterrenza è una teoria derivata dalla psicologia sociale sulla prevenzione ed il controllo di eventi o comportamenti per mezzo della minaccia o delle pene inflitte dal sistema retributivo. Tale teoria criminologica è alla base del sistema giudiziario americano e di molti altri paesi.

## Storia
Il percorso storico della teoria della deterrenza inizia nel Libro dell'Esodo (21, 23-27) tramite la celebre Legge del taglione, superata dai cristiani (Luca 6,29) che ne hanno limitato i risvolti giustizialisti.
Sebbene molti paesi occidentali hanno ereditato alcune versioni dei valori giudaico-cristiani, l'Europa medievale realizzò solo una minima parte di tali principi. D'altro canto, il livello di violenza tra le popolazioni medievali è stato superato soltanto dalla forza bruta da parte degli stati emergenti, nel tentativo di mantenere il controllo sociale e sopprimerla. Decidere sul senso di colpa di un colpevole era più importante della natura del reato. Una volta che la colpa era stata annunciata, la questione non era tanto se l'esecuzione doveva avvenire, ma come drammatica doveva essere. Non erano previste pene alternative all'esilio e all'esecuzione capitale.
Alcuni utilitaristi del XIX secolo, Cesare Beccaria e Jeremy Bentham formularono la teoria della deterrenza per spiegare il crimine e per appurarne i metodi per prevenirla. Beccaria riteneva che il crimine non era solo l'aggressione di un soggetto su un altro ma su tutta la società nel suo insieme. Ciò estendeva la questione delle pena oltre la retribuzione e il risarcimento della vittima.
La società è stata concepita come vittima, non solo spettatrice, e ciò che era stato inizialmente visto come una controversia tra singoli, è diventata una questione di diritto penale. Per gli utilitaristi, lo scopo della sanzione era la protezione della società attraverso la prevenzione della criminalità.

## Deterrenza generale e specifica
La deterrenza si distingue in due categorie:
- "Generale" che si manifesta nelle politiche pubbliche laddove i casi sono rappresentati dagli autori dei reati. L'individuo, però, non è l'obiettivo del mutamento comportamentale, piuttosto riceve la sanzione dall'autorità giudiziaria al fine di prevenire altri potenziali criminali nel compiere dei reati. Tale dinamica è anche dimostrata nel sistema penale islamico, applicato da circa 1400 anni, dove le sanzioni criminali sono comminnate in pubblico e dove i risultati confermano l'obiettivo di deterrenza sociale.
- "Specifica" che si concentra sul soggetto deviante e cerca di correggerne il comportamento. La sanzione è comminata per scoraggiare il medesimo individuo a reiterare la fattispecie criminale.

I critici della teoria della deterrenza esprimono dei seri dubbi su:
- l'elevata probabilità di arresto e risocializzazione
- severità della pena
- frequenza delle denunce

## Pena di morte
Sebbene in Europa ci sia un orientamento diverso, in America c'è un dibattito in corso sulla correlazione tra deterrenza con la pena capitale. Attualmente non ci sono prove conclusive in supporto di entrambe le teorie.